# شوماتاك (فليكا كلادوشا)
شوماتاك (السيريلية : Шуматац) هي قرية في البوسنة والهرسك. وهي تقع في بلدية فليكا كلادوشا التابعة لكانتون يونا-سانا في اتحاد البوسنة والهرسك. طبقا لنتائج التعداد السكاني للبوسنة عام 2013، فقد كان عدد سكانها 1,000 نسمة.

## التركيبة السكانية

### التطور التاريخي للسكان
| 1961 | 1971 | 1981 | 1991 | 2013 |
| ---- | ---- | ---- | ---- | ---- |
| 658  | 1096 | 1283 | 1183 | 1000 |

### المجتمع المحلي
في عام 1991، المجتمع المحلي في القرية كان 3,803 نسمة موزعة على النحو التالي:

## وصلات خارجية
- (بالإنجليزية) Maplandia